# Charyl Chacón
Charyl Marlyz Chacón Ramírez là giữ danh hiệu cuộc thi, được sinh ra tại Lima, Peru vào ngày 05 tháng 7 năm 1985, và lớn lên ở Maracay, Aragua, Venezuela. Cô là người chiến thắng chính thức của cuộc thi Señorita Deporte Venezuela 2007 (Hoa hậu Thể thao Venezuela) được tổ chức tại Caracas, Venezuela vào ngày 15 tháng 8 năm 2007  Chacón đại diện cho Bán đảo Araya trong cuộc thi Hoa hậu Venezuela 2008, vào ngày 10 tháng 9 năm 2008 
Hiện tại, cô đồng tổ chức chương trình tạp kỹ buổi sáng La Bomba trên Televen.